# رضا زرخانلی
رضا زرخانلی (زاده ۲۲ مارس ۱۹۷۳) بازیکن سابق و مربی  فوتسال اهل ایران است.